# Dutch Master
Dutch Master (bürgerlich Olaf Veldkamp; geboren am 30. September 1978) ist ein niederländischer ehemaliger Oldschool- und Euphoric Hardstyle-DJ und -Produzent.

## Biografie
Olaf Veldkamp begann 1994, mit 15 Jahren, Musik zu produzieren. Später wurde er von Showtek bei Dutch Master Works gesignt.
Im Dezember 2006 erschien seine erste Single Insomnia / Get Up.
Festivalauftritte von Dutch Master erfolgten unter anderem auf dem Mayday, Ruhr in Love, Q-Base, Syndicate Festival und Creamfields.
Zu Beginn des Jahres 2013 gründete er sein eigenes Label, Diffuzion Records, auf dem er das Newcomer-Duo Shockwave signte.
Dutch Master spielt seit Ende 2013 keine Auftritte mehr.
In einem Facebook-Post vom 25. Juli 2014 verkündete Veldkamp, dass er seine Musik-Karriere nun endgültig beende. Es gebe dafür verschiedene persönliche Gründe, einer davon sei die Geburt seiner Zwillinge.

## Diskografie

### Singles/EPs
| Bild | Titel                                       | Artist                   | Release            | Label              |
| ---- | ------------------------------------------- | ------------------------ | ------------------ | ------------------ |
|      | Insomnia / Get Up                           | Dutch Master             | Dezember 2006      | Dutch Master Works |
|      | Slammin' The Bazz / We Go Party             | Dutch Master             | 14. Mai 2007       | Dutch Master Works |
|      | Resort To The Beat / Killer Beat            | Dutch Master             | 21. November 2007  | Dutch Master Works |
|      | Back To The Real Style / Flashback          | Dutch Master             | 6. Juni 2008       | Dutch Master Works |
|      | The Scene / Copies Are Faking               | Luna & Dutch Master      | 29. August 2008    | Dutch Master Works |
|      | Floorspin / Get Down                        | Dutch Master             | 15. Dezember 2008  | Dutch Master Works |
|      | Pride / Taste Me                            | Dutch Master             | 29. Juni 2009      | Dutch Master Works |
|      | Fly Like A Rocket / What Goes Around        | Dutch Master             | 18. Januar 2010    | Dutch Master Works |
|      | Recalled To Life / Now Is The Time          | Dutch Master             | 28. März 2010      | Dutch Master Works |
|      | Million Miles Away                          | Dutch Master             | 30. August 2010    | Dutch Master Works |
|      | 5 AM                                        | Dutch Master             | 3. Januar 2011     | Dutch Master Works |
|      | 5 AM (Kodex Remix)                          | Dutch Master             | 11. April 2011     | Dutch Master Works |
|      | You Are The Sound                           | Dutch Master             | 29. August 2011    | Dutch Master Works |
|      | Circles                                     | Dutch Master             | 19. Dezember 2011  | Dutch Master Works |
|      | Million Miles Away (Noisecontrollers Remix) | Dutch Master             | 12. März 2012      | Dutch Master Works |
|      | The Quiet Hour                              | Dutch Master & Shockwave | 23. April 2012     | Dutch Master Works |
|      | Luca                                        | Dutch Master             | 11. Februar 2013   | Diffuzion Records  |
|      | Straight Into My Eyes                       | Dutch Master             | 6. Mai 2013        | Diffuzion Records  |
|      | You're A Hurricane                          | Dutch Master & Standoff  | 5. Juli 2013       | Diffuzion Records  |
|      | Hardstyle Soldiers                          | Dutch Master & MC Syco   | 30. September 2013 | Diffuzion Records  |
|      | World Of Time                               | Dutch Master & Shockwave | 23. Dezember 2013  | Diffuzion Records  |
|      | Straight Into My Eyes (Shockwave Remix)     | Dutch Master             | 16. Juni 2014      | Diffuzion Records  |

### Remixe
| Bild | Titel                           | Artist       | Release            | Label                 |
| ---- | ------------------------------- | ------------ | ------------------ | --------------------- |
|      | Tranceplant (Dutchmaster Remix) | Organ Donors | 15. September 2009 | Audio Surgery Records |